# Città di Rockingham
La città di Rockingham è una delle 29 Local Government Areas che si trovano nell'area metropolitana di Perth, in Australia Occidentale. Essa si estende su di una superficie di 545 chilometri quadrati e ha una popolazione stimata in circa 55.000 abitanti.